# Myscelus santhilarius
Espèce
Myscelus santhilarius est une espèce de lépidoptères de la famille des Hesperiidae, de la sous-famille des Pyrginae et de la tribu des Pyrrhopygini.

## Dénomination
Myscelus santhilarius a été décrit par Pierre-André Latreille en 1824 sous le nom initial d'  Hesperia santhilarius.
Synonyme : Pyrrhopyga santhilarius ; Hewitson, 1873.

### Nom vernaculaire
Myscelus santhilarius se nomme Hilarious Myscelus en anglais.

## Description
Myscelus santhilarius est un papillon au corps trapu de couleur marron. 
Sur le dessus les ailes sont de couleur marron avec aux ailes antérieures une large bande hyaline veinée de marron du bord costal vers le bord interne et de petites taches blanches dans l'aire postdiscale, du côté de l'apex.
Le revers, de couleur plus terne présente la même ornementation.

## Écologie et distribution
Myscelus santhilarius est présent au Brésil, au Surinam, en Guyana et en Guyane.

### Protection
Pas de statut de protection particulier.